# W. Wächtershäuser
Die W. Wächtershäuser GmbH ist ein Traditionsunternehmen der Textilbranche mit Sitz in der Altstadt von Frankfurt am Main. Das Groß- und Einzelhandelsunternehmen ist auf Kurzwaren spezialisiert. Das Unternehmen besteht nachweislich seit mindestens 1839, nach eigenen Angaben jedoch schon seit dem Jahr 1822.

## Geschichte

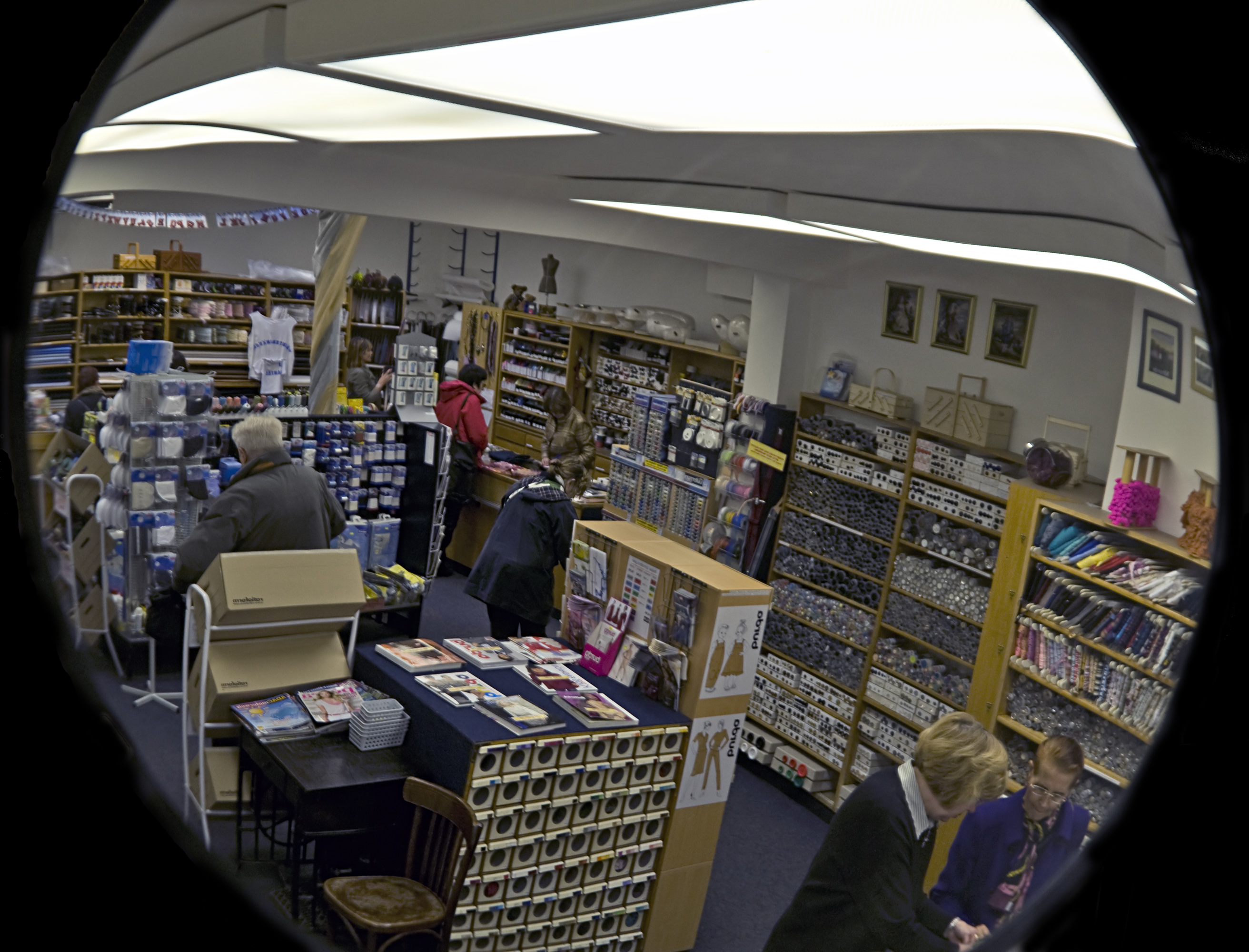
W. Wächtershäuser: Blick in den Laden

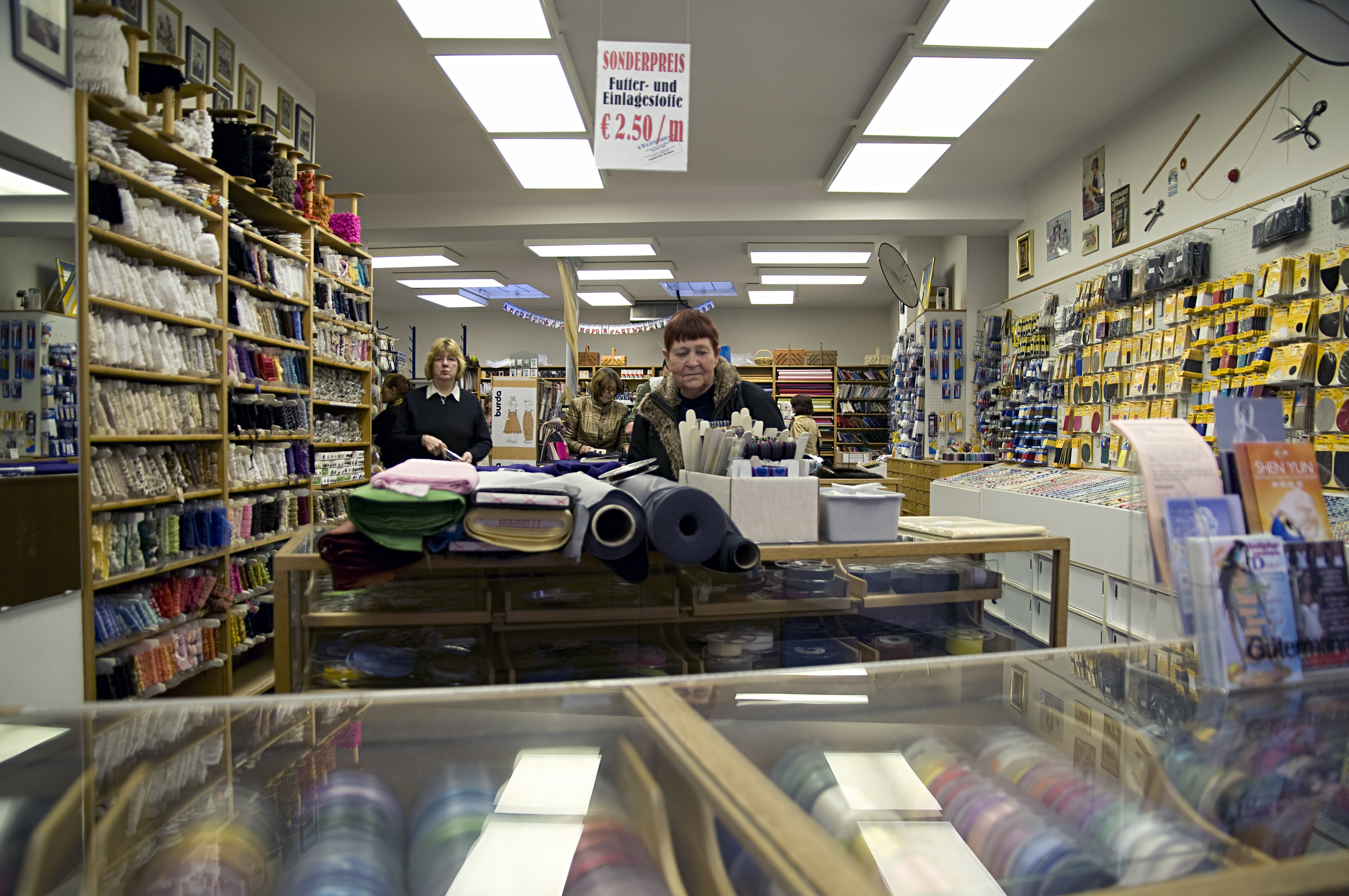
W. Wächtershäuser: Blick in den Laden

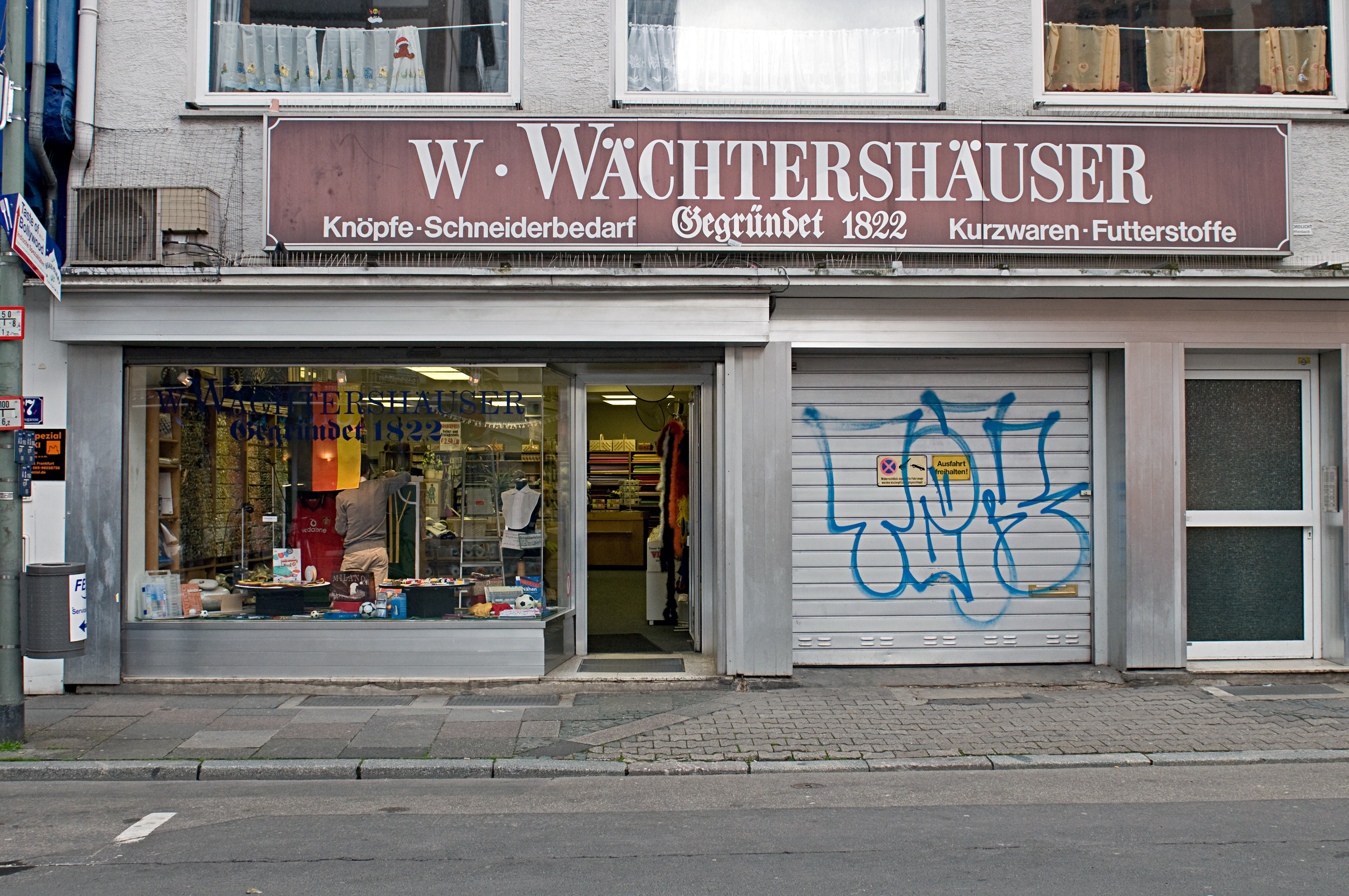
W. Wächtershäuser: Das Ladengeschäft in der Töngesgasse 39

Das Gründungsjahr von W. Wächtershäuser ist nach eigenen Angaben sowie mehreren Frankfurter Adressbüchern aus der ersten Hälfte des 20. Jahrhunderts das Jahr 1822. Da Firmengebäude und Firmenarchiv durch den Bombenangriff vom 22. März 1944 komplett vernichtet wurden, ist dieses Gründungsjahr nicht mehr nachweisbar. Die wenigen erhaltenen Unterlagen in privaten und städtischen Archiven geben 1839 als Gründungsjahr an.
Dem 1820 aus Sulzbach nach Frankfurt zugewanderten Schneidergesellen Georg Sauer verwehrte die Frankfurter Schneiderzunft mehrfach den Status als Schneidermeister, da er ortsfremd und der Handwerkszweig bereits überbesetzt war. Bis 1864 bestand in der Freien Stadt Frankfurt noch keine Gewerbefreiheit, sondern die Niederlassung unterlag zahlreichen zum Teil aus dem Mittelalter überlieferten Kontrollen zum Schutz alteingesessener Handwerker.
Daher konnte Sauer auch zunächst kein Frankfurter Bürgerrecht erwerben. Er entschloss sich deshalb 1838, das Schneiderhandwerk aufzugeben und sich als Leinwand- und Garnhändler selbständig zu machen. Sauer legte seinen Bürgereid am 31. Dezember 1838 ab. Im Folgejahr konnte er sein Handelsgeschäft im Schärfengäßchen eröffnen.
Bereits drei Jahre nach der Gründung des Geschäftes zählten einige der größten Frankfurter Schneidereien zu dessen Kundschaft. Sauer verstarb 1840, seine Witwe Anna Sabina Sauer heiratete in zweiter Ehe den aus Bremen stammenden Schneidergesellen Johann Jacob Friedrich Lange, der das Geschäft weiterführte. Zwischen den Jahren 1843 und 1848 bezog das Geschäft neue Räume in der Ziegelgasse.

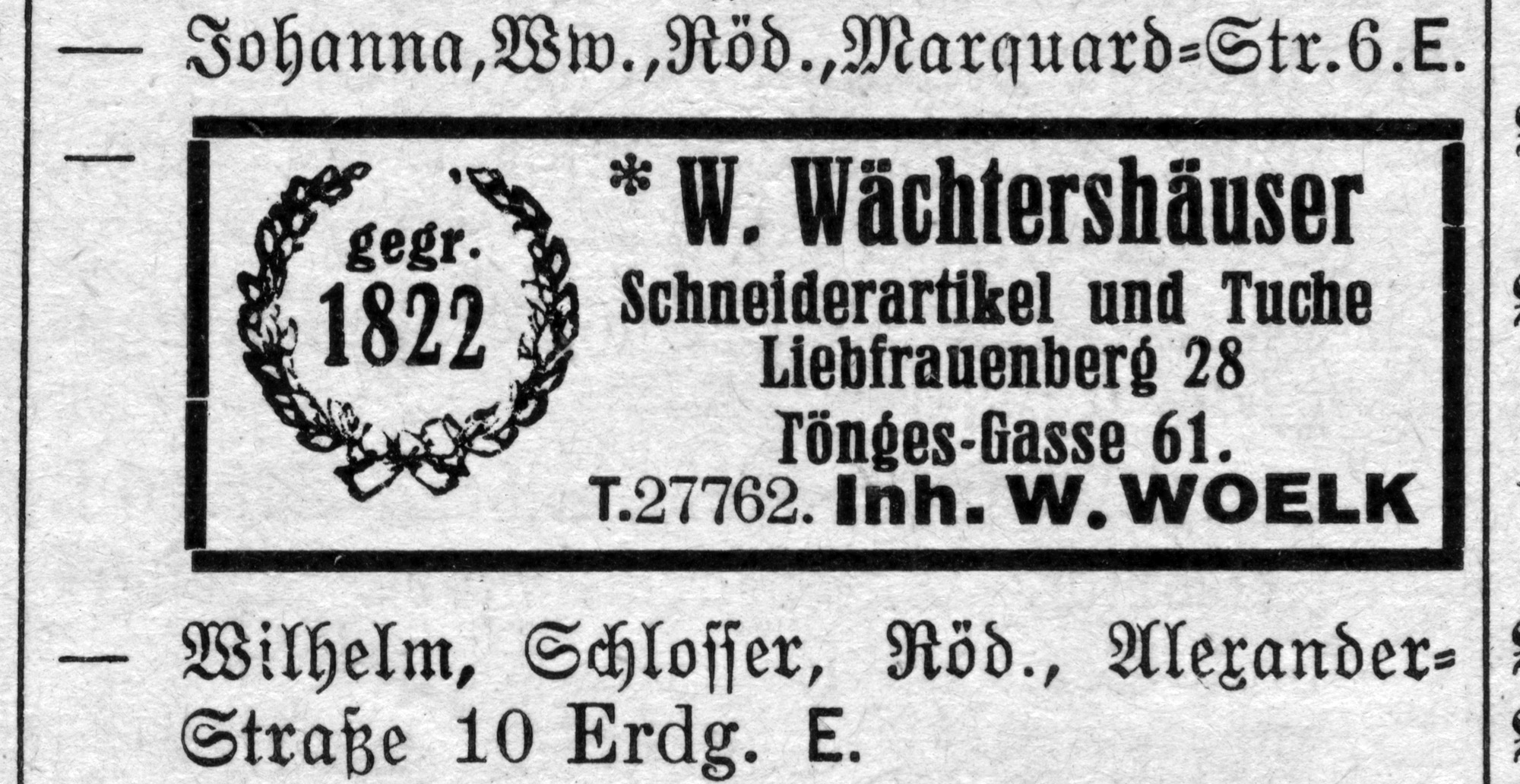
Anzeige im letzten vor der Zerstörung der Altstadt erschienenen Frankfurter Adressbuch von 1943

Später übernahm Johanna Sophie Sauer, die 1838 geborene zweite Tochter Sauers, das Geschäft. Sie war mit Conrad Wilhelm Wächtershäuser (1838–1881) verheiratet, dem Sohn eines Hausangestelltenpaares der Frankfurter Familie Bethmann. Im Jahr 1863 weisen die Frankfurter Adressbücher zum ersten Mal das Handelsgeschäft in der Ziegelgasse unter dem Namen Wächtershäuser aus. Nach dem Tod Wächtershäusers übernahm Jean Michael Schäfer das Geschäft und verlegte es in den Jahren 1890/1891 an seinen heutigen Standort in der Töngesgasse. Der neue Firmensitz befand sich in unmittelbarer Nähe des ursprünglichen Standortes im Schärfengäßchen.
1923/1924 kaufte Walter Woelk das Unternehmen. Er stellte 1928 Johanna Erb als Geschäftsführerin ein. In einem Nachruf zum Tod Woelks 1961 schrieb der Kunsthistoriker Fried Lübbecke, Wächtershäuser gehöre zu den nobelsten Firmen der Altstadt. Im März 1944 wurde die Frankfurter Altstadt fast vollständig zerstört, davon war auch das Geschäftshaus von W. Wächtershäuser betroffen. Das Eckhaus Liebfrauenberg 28 / Töngesgasse 61, auch genannt Goldene Rebe, war kurz zuvor im Zuge der Altstadtsanierung noch aufwändig saniert worden. Dabei hatte man auch das Fachwerk des 1719/1720 direkt nach dem Großen Christenbrand erbauten Hauses freigelegt.
Nach dem Zweiten Weltkrieg erfolgte die Wiedereröffnung des Unternehmens in der Großen Eschenheimer Straße. Dort blieb es kurzfristig, bis es wieder in einen Neubau an der Stelle des alten Hauses in der Töngesgasse zog.
1959 übernahmen der gleichnamige Enkel Walter Woelks, Johanna Erb, und ihr Sohn Horst Erb das Unternehmen. Mitte der 1960er Jahre gab das Unternehmen den Verkauf von Stoffen auf und stellte sein Geschäft ganz auf den Handel mit Nähzubehör um. Nach dem Ausscheiden Woelks Ende der 1970er Jahre führten die Erbs das Geschäft bis zum Jahr 1997. Zum Januar 1998 übernahm Sibylle Zolles, die seit 1988 bei W.Wächtershäuser tätig war, das Fachgeschäft als Inhaberin. Zolles war auch einige Jahre Inhaberin des Wiener Traditionsgeschäftes Alois Frimmel – Zum alten Knopfkönig.

## Heutige Situation
Der Markt für Näh- und Schneidereibedarf ist in den vergangenen Jahren immer weiter geschrumpft, da aufgrund preisgünstiger industrieller Massenkonfektion kaum noch jemand selbst Kleidung näht. Nach Angaben der IHK Frankfurt am Main ist W. Wächtershäuser eines von drei verbliebenen Fachgeschäften für Kurzwaren in Frankfurt und hat nur in den Kurzwarenabteilungen der Kaufhäuser Wettbewerber. Durch ein umfassendes Angebot an auch ausgefallenem und seltenem Nähbedarf, der auf Kundenwunsch auch bestellt wird, sieht das Unternehmen nach eigener Aussage seine Zukunft gesichert.

## Öffentliche Wahrnehmung
Aufgrund seiner langen Tradition, die über mindestens 170 Jahre geht und auch durch wechselnde Inhaberfamilien fortgesetzt wurde, war und ist W. Wächtershäuser gelegentlich Gegenstand von Presseberichten, Dokumentationen und historischen Darstellungen geschichtlicher Einzelaspekte Frankfurts und seiner Wirtschaft.